# Ruša
Ruša je zgornja plast naravnih tal, katero v pretežni meri zapolnjuje rastlinska plast ali rastlinska odeja. To je plast tal, ki jo najdemo na zemeljskih površinah, kot so pašniki in travniki. Zemlja, ki sestavlja zgornjo plast tal, je prepredena s koreninami številnih rastlin, kot so trave, metuljnice, mahovi, ipd. Ravno gostota rastlin in njihova koreninska prepletenost pa je tudi glavni razlog preprečevanja erozije tal.
Prav tako ruša ščiti pred prehitro in preveliko izsušitvijo tal, ker omogoča absorbcijo in zadrževanje določene količine vode. Ruša je naravno življenjsko okolje ali habitat za številne živalske vrste (insekti, glodalci,...), hkrati pa je tudi področje izobilja hrane za številne druge živali.
Predvsem travnata ruša je lahko tudi gojena. Na primernih (kvalitetnih, ravnih) zemeljskih površinah (njiva) se zaseje izbrana vrsta (ali mešanica) trave; po končani rasti se s posebnim strojem odlušči celotna plast travnate ruše, ki se nato dostavi (običajno v zvitkih širine 1 m) naročniku za ureditev travnatih površin, trat. Tak način zagotavlja hitro in kvalitetno zatravitev površin pri urejanju okolice novogradenj, parkov, za nogometna igrišča, ipd.